# Schmelzpunktbestimmungsapparatur nach Thiele

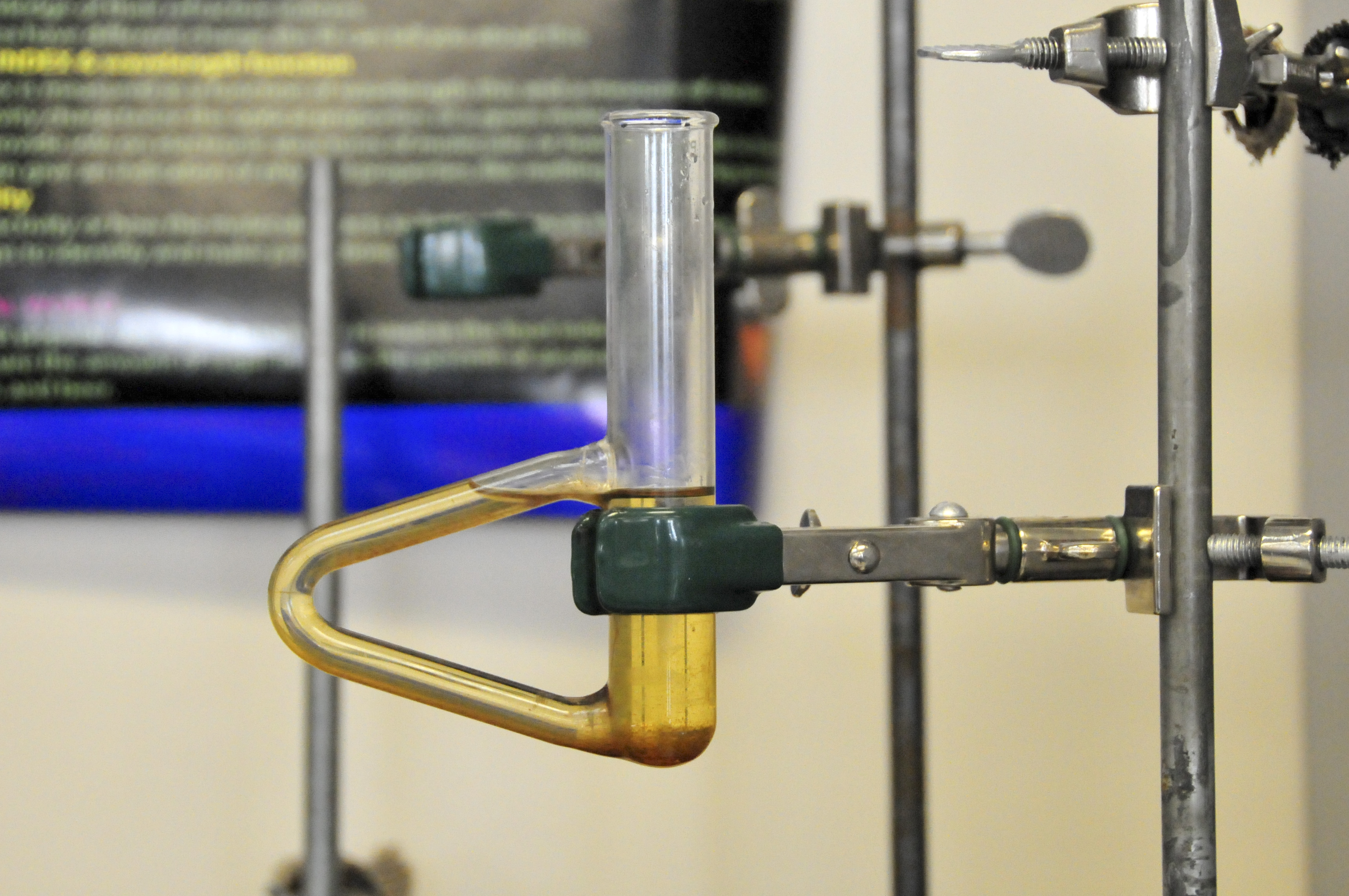
Schmelzpunktbestimmungsapparat nach Thiele (nicht vollständig gefüllt)

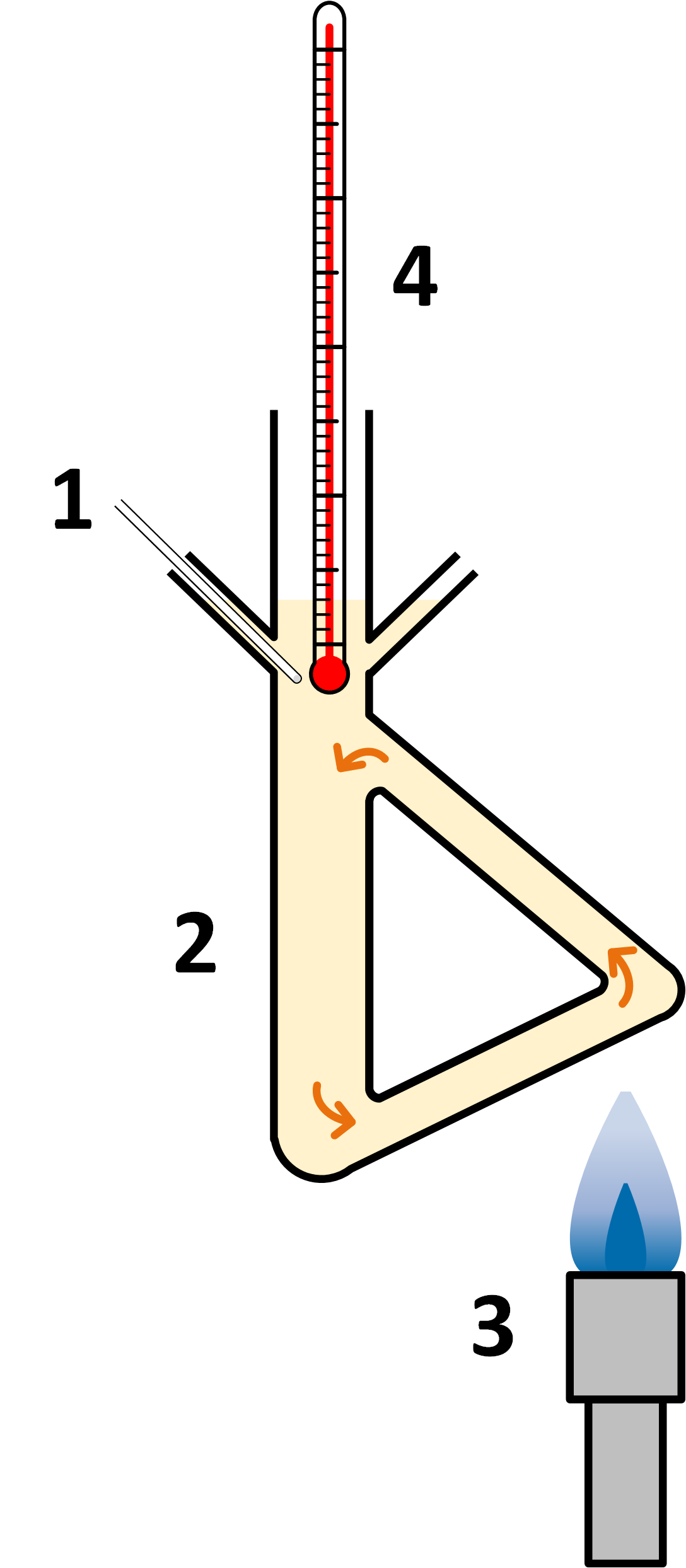
Prinzip der Schmelzpunktbestimmungsapparat nach Thiele: Glaskapillare mit Probe (1), Konvektion der Heizflüssigkeit in der Thiele-Apparatur (2), Heizquelle (3), Thermometer (4)

Die Schmelzpunktbestimmungsapparatur nach Thiele ist ein chemisches Laborgerät zur Bestimmung des Schmelzpunkts fester Proben. Sie ist benannt nach ihrem Erfinder, dem Chemiker Johannes Thiele, der die Apparatur erstmals 1907 vorstellte.

## Aufbau und Funktion
Eine kleine Menge der Probe, deren Schmelzpunkt bestimmen werden soll, wird in eine feinen Glaskapillare gefüllt. Die Kapillare wird so in der Apparatur positioniert, dass ihre Spitze möglichst genau am Messpunkt des Thermometers zu liegen kommt. Im Gegenlicht kann die Kapillare mit dem freien Auge oder einer Lupe beobachtet werden.
Die Apparatur ist mit einer Heizflüssigkeit (z. B. Wasser oder Paraffinöl) gefüllt und wird am seitlichen Schenkel beheizt. Wenn die Probe schmilzt und die gebildete Flüssigkeit daher einen Meniskus in der Kapillare bildet, wird die Temperatur abgelesen. Der Schmelzpunkt ist erreicht, sobald eine Flüssigkeit entstanden ist, auch wenn noch einige Kristalle darin schwimmen. Undurchsichtige und stark gefärbte Stoffe können die Bestimmung erschweren.
Zunächst erhitzt man langsam (4 bis 6 °C pro Minute) und verlangsamt dann innerhalb der Schmelztemperatur auf 1 bis 2 °C pro Minute. Die Genauigkeit beträgt maximal ± 0,5 °C und ist etwa 1 °C höher im Vergleich zu einer Methode mit dem Heiztisch. Bei unreiner Substanz wird das erste Auftreten einer Schmelze bis zur klaren Schmelze als Temperaturintervall angegeben.
Da der Flüssigkeitsfaden nicht dieselbe Temperatur wie die Spitze des Thermometers hat, ist die Messung mit einem kleinen Fehler behaftet. Sie liefert den sogenannte unkorrigierten Schmelzpunkt. Speziell bei höheren Temperaturen (über 250 °C) liefert die Verwendung eines elektrischen Thermometers mit einem entsprechenden Temperatursensor wie einem Thermoelement oder einem Platin-Messwiderstand daher genauere Werte.